# Alfred Nowinski
Alfred Nowinski (ur. 18 sierpnia 1881 w Opolu, zm. 19 stycznia 1933 tamże) – górnośląski pisarz, poeta, dramaturg i działacz kulturalny.

## Życiorys

### Młodość
Alfred Nowinski urodził się 18 sierpnia 1881 roku w Opolu, był synem zawodowego oficera. Ojciec chciał dla syna takiej samej kariery, ten jednak zdecydował się zostać nauczycielem i w tym celu podjął naukę w seminarium nauczycielskim w Prószkowie, a po jej ukończeniu podjął pracę w opolskim gimnazjum przy obecnej ul. Katowickiej jako nauczyciel języka niemieckiego i religii. W czasie I wojny światowej Nowinski służył na froncie wschodnim, dowodząc przez trzy i pół roku kompanią.

### Działalność polityczna
W okresie powstań śląskich opowiedział się za pozostaniem Górnego Śląska w składzie Prus. Zaciągnął się do Grenzschutzu, działał w Abwehrze oraz był gliwickim niemieckim okręgowym komisarzem ds. plebiscytu. Jako komisarz organizował obronę cywilną oraz transporty śląskich emigrantów, którzy przybywali na Górny Śląsk głosować w plebiscycie. Nowinski działał także społecznie w niemieckim „Związku Górnoślązaków Wiernych Ojczyźnie” i był redaktorem pisma „Blatt der Oppelner Heimattreuen” („Pismo Opolan Wiernych Ojczyźnie”).

### Twórczość i działalność kulturalna
Doświadczenia wojenne miały duży wpływ na jego twórczość, jeszcze w czasie wojny publikował poświęcone tematowi teksty w miesięczniku Der Oberschlesier. W 1912 roku opublikował wiersz „Pieśń dla Górnego Śląska”, do której Fritz Lubrich i Karl Braunisch napisali muzykę, tworząc popularną pieśń. Dziewięć lat później wydał w Lipsku tomik „Krew serdeczna”, a w 1927 roku we Wrocławiu książkę „Przez trzy lata wojny ze śląską Landwehrą. Rok później ukazały się w tym samym mieście „W blasku ognia. Powieść pewnego górnośląskiego miasta”. Książka dla śląskiej Landwehry i wszystkich, którzy ją kochają” opisującą jego doświadczenia wojenne oraz zbiór baśni „Moja barwna łąka”, po której zyskał przydomek „górnośląskiego La Fontaine'a”. Jest także autorem sztuk „Boże Narodzenie u krasnoludków” (1925), „Mistrz Friedemann” (1928), „Dom Boży” (1928) i „Zielony namiot”. Ponadto w czasopismach publikował liczne wiersze. Z powodu śmierci autora nie została ukończona powieść „Tobiasza Martina ucieczka przed śmiercią” oraz nowele „Pająk” i „Ślubna skrzynia”. Rok po śmierci wydany został jeszcze tomik „Pomnik”.
Nowinski był działaczem kulturalnym. Powołał m.in. górnośląski związek literatury i sztuki „Sztuka Ponad Polityką”, był współzałożycielem „Związku Pisarzy Górnośląskich”, członkiem zarządu górnośląskiego oddziału „Związku Obrony Niemieckich Pisarzy”, prezesem „Opolskiego Zrzeszenia Śpiewaczego Nauczycieli” i „Związku im. Schuberta”.
Zmarł niespodziewanie 19 stycznia 1933 roku na opolskiej ulicy.

### Życie prywatne
Żonaty z Marią, nauczycielką.